# Фантом (спецпідрозділ)
Фантом — спеціальний підрозділ податкової міліції Державної фіскальної служби України, що займається боротьбою з економічною злочинністю та контрабандою вздовж лінії зіткнення у межах Донецької та Луганської областей.

## Історія створення
У зв'язку з відсутністю можливості здійснення державного контролю на окремих ділянках державного кордону України з Російською Федерацією, при наявності задокументованих фактів присутності на території Донецької та Луганської областей військової активності іноземних збройних формувань, з метою стабілізації економічного сектору держави, відповідно до статей 12, 13, 14, 15 Закону України “Про боротьбу з тероризмом”, абзацу третього пункту 8 Положення про оперативний штаб з управління антитерористичною операцією, затвердженого постановою Кабінету Міністрів України від 12 травня 2004 року № 611-11 Державною фіскальною службою України було створено Головне міжрегіональне управління оперативного забезпечення зони проведення АТО. Офіційною датою створення підрозділу вважається 30 січня 2015 року.
В зв’язку з фіксацією в зоні проведення АТО порушення правил перетину лінії зіткнення і як наслідок - підвищення рівня корупційної складової при веденні господарської діяльності суб'єктами економічних відносин з 15 липня 2015 року за дорученням Президента України у зоні проведення АТО почали патрулювання 7 зведених мобільних груп по боротьбі з контрабандою, завдання яких — припинення нелегальних потоків. До їхнього складу увійшли співробітники ДФС, СБУ, МВС, ДПСУ, ВСП та представники волонтерських організацій. Охорону і вогневу підтримку груп забезпечують високомобільні десантні війська ЗСУ. Процесуальний супровід — представники військової прокуратури та ГПУ.
Для служби у «Фантомі» відбираються спеціально підготовлені офіцери –добровольці. Несення служби проходить по ротаційному принципу. Термін ротації становить 4 місяці.
2 лютого 2016 року Верховна Рада ухвалила законопроєкт №3206, метою якого є надання права на отримання статусу учасника бойових дій офіцерам податкової міліції, які беруть участь в АТО у складі спецпідрозділу Державної фіскальної служби "Фантом". За ухвалення законопроєкту проголосували 236 народних депутатів.

## Завдання підрозділу
Здійснення контролю за переміщенням осіб та протидія незаконному перевезенню товарів через умовний кордон вздовж лінії зіткнення у межах Донецької та Луганської областей. А саме:
-проведення контрольно-дозвільних процедур та режимних заходів поза межами визначених дорожніх коридорів;
-унеможливлення руху через лінію зіткнення об’їздними маршрутами поза визначеними дорожніми коридорами;
-виявлення порушень встановленого порядку переміщення осіб, транспортних засобів, вантажів (товарів);
-недопущення переміщення заборонених вантажів (товарів) до або з тимчасово неконтрольованої території;
-недопущення виходу терористів з району проведення АТО та проникнення в такий район їх посібників;
-запобігання вчиненню терористичного акту та інших протиправних діянь.

## Наказ про діяльність
Наказ Першого заступника керівника Антитерористичного центру при Службі безпеки України (керівника Антитерористичної операції на території Донецької та Луганської областей) від 12.06.15 № 415 ог «Про затвердження Тимчасового порядку контролю за переміщенням осіб, транспортних засобів та вантажів (товарів) через лінію зіткнення у межах Донецької та Луганської областей»

## Структура
Контрольно-дозвільний відділ
Відділ організаційно-аналітичного забезпечення
Відділ швидкого реагування
Відділ матеріально-технічного забезпечення

## Емблема
Емблема підрозділу становить собою напис «фантом» на фоні зображення прицільної сітки у вигляді кола та напів хреста.

## Керівництво, кадри
Штатна чисельність підрозділу становить 150 співробітників."Фантом" очолює начальник Головного міжрегіонального управління оперативного забезпечення зони проведення АТО.

## Бойові втрати
2 вересня 2015 року приблизно в 6:20 між селами Лопаскине та Лобачеве Новоайдарського району Луганщини невідомі здійснили напад на зведену мобільну групу: автомобіль «Mitsubishi L200» підірвався на закладеній міні, відразу по тому нападники кинули 2 гранати й обстріляли автомобіль зі стрілецької зброї. Мобільна група тримала оборону до прибуття підкріплення з 92-ї ОМБр. Під час боєзіткнення загинув старший лейтенант податкової міліції Жарук Дмитро Павлович («Байкер»).
Указом Президента України № 546/2015 від 15 вересня 2015 року, "за мужність, самовідданість і високий професіоналізм, виявлені у захисті державного суверенітету та територіальної цілісності України, вірність військовій присязі", Дмитро Жарук нагороджений орденом «За мужність» III ступеня (посмертно).
- http://sfs.gov.ua/ [Архівовано 13 грудня 2015 у Wayback Machine.] Офіційний сайт
- https://www.facebook.com/sfs.fantom/ Офіційна сторінка facebook
- https://web.archive.org/web/20160919001446/http://www.sbu.gov.ua/sbu/control/uk/publish/article?art_id=136472&cat_id=136462 Офіційний сайт